# 牧戸太郎
牧戸 太郎（まきど たろう、1983年4月20日 - ）は、日本の作曲家、編曲家。
三重県松阪市出身、東京音楽大学卒業。

## 略歴
中学時代から作曲、編曲を開始。中学では吹奏楽部に入部し、トランペットを演奏する傍ら演奏曲のアレンジも担当した。つまり中学生でありながら演奏曲によっては全パート全奏者のアレンジした譜面を書き起こすこともよく行っていた。作曲・編曲家を志すようになる。
東京音楽大学に入学、大学卒業後は制作会社に勤務。退職後、作編曲家として活動を開始。

## 作品
- Hey! Say! JUMP「Gift」（編曲）
- 山田涼介「銀の世界に願いを込めて」（編曲）
- 竹内まりや「アロハ式恋愛指南」（ストリングス・アレンジ）
- 今井麻美「little legacy」（編曲）
- 嵐「復活LOVE」（ストリングス・アレンジ）
- 竹内まりや「今日の想い」（編曲）
- 山下達郎「CHEER UP! THE SUMMER」（ストリングス・アレンジ）
- 竹内まりや「旅のつづき」（編曲）

### テレビドラマ
- 数学♥女子学園（2012年1月11日 - 3月28日、日本テレビ）
- スプラウト（2012年7月7日 - 9月29日、日本テレビ）
- シュガーレス（2012年10月3日 - 12月26日、日本テレビ）
- 心療中-in the Room-（2013年1月12日 - 3月30日、日本テレビ）
- 仮面ティーチャー（2013年7月7日 - 9月29日、日本テレビ）
- BAD BOYS J（2013年4月7日 - 6月23日、日本テレビ）
- 49（2013年10月6日 - 12月29日、日本テレビ）
- 最高のおもてなし（2014年2月28日、日本テレビ）
- 恋文日和（2014年1月7日 - 3月11日、日本テレビ）
- SHARK（2014年1月12日 - 3月30日、日本テレビ）
- SHARK〜2nd Season〜（2014年4月20日 - 7月13日、日本テレビ）
- 松本清張 球形の荒野（2014年3月9日、BS日テレ）
- 近キョリ恋愛〜Season Zero〜（2014年7月20日 - 10月12日、日本テレビ）
- お兄ちゃん、ガチャ（2015年1月11日 - 3月29日、日本テレビ）
- マジすか学園4（2015年1月20日 - 3月31日、日本テレビ）
- マジすか学園5（2015年8月25日 - 10月27日、日本テレビ）
- アカギ（2015年7月17日 - 9月18日、BSスカパー!）
- 黒崎くんの言いなりになんてならない（2015年12月22日・23日、日本テレビ）
- いつかティファニーで朝食を（2015年10月11日 - 2016年3月27日、日本テレビ）
- MARS〜ただ、君を愛してる〜（2016年1月24日 - 3月27日、日本テレビ）
- キャバすか学園（2016年10月30日 - 2017年1月15日、日本テレビ）
- 兄に愛されすぎて困ってます（2017年4月13日 - 5月11日、日本テレビ）
- さぼリーマン甘太朗（2017年7月14日 - 9月29日、テレビ東京）
- Re:Mind（2017年10月20日 - 12月29日、テレビ東京）
- ドルメンX（2018年3月11日 - 4月1日、日本テレビ）
- マジムリ学園（2018年7月26日 - 9月27日、日本テレビ）
- アフロ田中（2019年7月6日 - 9月7日、WOWOW）
- Iターン（2019年7月13日 - 9月28日、テレビ東京）
- 新米姉妹のふたりごはん（2019年10月11日 - 12月27日、テレビ東京）
- DASADA（2020年1月16日 - 3月19日、日本テレビ）
- 父と息子の地下アイドル（2020年2月23日、WOWOW）
- 課長バカ一代（2020年1月12日 - 3月22日、BS12 トゥエルビ）
- 女子グルメバーガー部（2020年7月11日 - 9月26日、テレビ東京）
- メンズ校（2020年10月8日 - 12月24日、テレビ東京）
- アプリで恋する20の条件（2021年1月10日、日本テレビ）
- ジモトに帰れないワケあり男子の14の事情（4月18日 - 6月20日、朝日放送テレビ）
- 向こうの果て（2021年5月14日 - 7月2日、WOWOW）
- まったり!赤胴鈴之助（2022年1月9日 - 3月27日、BSテレ東・テレビ大阪）
- 先生のおとりよせ（2022年4月9日 - 6月25日、テレビ東京）
- サワコ 〜それは、果てなき復讐（2022年10月2日 - 12月4日、BS-TBS）
- ぴーすおぶけーき（2022年10月26日 - 12月14日、日本テレビ）
- 筋トレサラリーマン 中山筋太郎（2023年9月29日、読売テレビ）

### 映画
- 劇場版 「私立バカレア高校」（2012年）
- 劇場版 「BAD BOYS J」（2013年）
- NMB48 げいにん!THE MOVIE お笑い青春ガールズ!（2013年）
- NMB48 げいにん!THE MOVIE リターンズ 卒業!お笑い青春ガールズ!!新たなる旅立ち（2014年）
- 劇場版 「仮面ティーチャー」（2014年）
- 黒崎くんの言いなりになんてならない（2016年）
- MARS〜ただ、君を愛してる〜（2016年）
- 任侠野郎（2016年）
- 兄に愛されすぎて困ってます（2017年）

### イベント等
- 横浜開港150年記念事業『海のエジプト展』（2009年）
- 国立西洋美術館開館50周年記念事業『古代ローマ帝国の遺産-栄光の都ローマと悲劇の街ポンペイ-』（2009年）
- 三重とこわか国体イメージソング『未来に響け』（2017年編曲）[1]
- With You Joyous Times Are Here～外伝～"ゆく年くる年 270時間生配信"番組テーマソング『Sprinkle my wish』（2020年編曲）

### 校歌
- 松阪市立飯高中学校（2016年作曲）[2]
- 志摩市立志摩中学校（2014年編曲）[3]
- 志摩市立大王中学校（2013年編曲）[4]